# Elisa (telefoni)
Elisa Abp är ett finländskt telekommunikationsföretag grundat 1882. Elisa bedriver verksamhet inom telekommunikation, ICT och webbtjänster och verkar i huvudsak i Finland och Estland. Företaget tillhandahåller även digitala tjänster för internationella operatörer och andra företag. I Finland är Elisa marknadsledande inom mobilabonnemang och fasta nätverksabonnemang. Elisa tillhandahåller tjänster för kommunikation och underhållning samt verktyg som förbättrar organisationers verksamhetsmetoder och produktivitet. Företaget samarbetar med till exempel Vodafone och Tele2.
Elisa erbjuder abonnemang för fasta telefoner och mobiltelefoner samt bredbandsabonnemang under varumärkena Elisa och Elisa Saunalahti, och därtill kabel-tv-abonnemang. Elisas digitala tjänster tillhandahålls under de internationella varumärkena Elisa Polystar och Elisa IndustrIQ. Elisa Kirja är en e-bokstjänst. Elisa Viihde producerar finska dramaserier som All the Sins. Serierna visas först för Elisa Viihde Viaplay-kunder eller på Viaplay Group, varefter de säljs till finska eller utländska tv-kanaler.
Elisa är börsnoterat på Nasdaq Helsinki. 2022 uppgick Elisas omsättning till 2,1 miljarder euro och företaget sysselsatte nästan 5 600 personer.
Elisa har ingen täckning eller verksamhet på Åland.

## Historik

### Elisas rötter (1882–1999)
1882 startade elingenjören Daniel Wadén telefoniföretaget Helsingin Telefooni (Helsingfors telefon). 1985 bytte företaget namn till Helsingin Puhelin.
Företaget lanserade den första kommersiella GSM-tjänsten under varumärket Radiolinja 1991.
1995 startade Radiolinja Eesti AS ett GSM-nätverk i Estland.
1997 börsnoterades företaget på Helsingforsbörsen under namnet Helsingin Puhelin Oyj.

### Elisa Communications Oyj (2000–2003)
Företaget fick ett nytt namn år 2000: Elisa Communications Oyj.
2002 inledde företaget ett samarbete med Vodafone.

### Elisa Abp (2003–)
Sedan 2003 har företagets namn varit Elisa Abp.
Elisa lanserade världens första kommersiella UMTS900-nätverk 8 november 2007.
Sedan februari 2013 var Elisa huvudägare för företaget Sulake, som bland annat äger ungdomscommunityt Habbo. Elisa sålde majoriteten av Habbo till nederländska Azerion 2018 och resten i januari 2021.
2014 införde Elisa obegränsad datamängd som bas för företagets månatliga fakturering. Priset baserades på dataöverföringshastigheten. Kort därefter övergick även andra operatörer i Finland till liknande prissättningsmodeller. Det ledde till att Finland blev ledande inom mobil dataanvändning.
27 juni 2018 lanserade Elisa ett 5G-nätverk i Tammerfors, Finland och Estlands huvudstad Tallinn, och var därmed en av de första operatörerna i världen med ett kommersiellt 5G-nätverk.
I juni 2019 förvärvade Elisa företaget Swedish Polystar Osix AB som tillhandahöll analys-, garanti- och övervakningsprogram för internationella mobiloperatörer. Elisa hade tidigare grundat Elisa Automate, ett uppstartföretag med fokus på automatisering av center för nätverkskontroll med hjälp av artificiell intelligens. I och med förvärvet av Polystar föddes företaget Elisa Polystar.
Hösten 2020 startade Elisa och NENT Group, som blivit känd för varumärket Viaplay, det gemensamma varumärket Elisa Viihde Viaplay. Medan Elisa ansvarade för försäljning, marknadsföring och kundrelationer hanterade NENT Group analyser och teknik. Varumärket tillhandahöll det största utbudet av finska och nordiska originalproduktioner inom drama samt filmer, tv-serier och barnprogram från Finland och andra länder. I september slöt Elisa nya avtal om 5G-nätverk med både Ericsson och Nokia. Samarbetet med Nokias 5G-nätverk startade 2019. Elisa meddelade att det planerar att stänga ner sitt 3G-nätverk i slutet av 2023.
I januari 2021 förvärvade Elisa camLine GmbH, en leverantör av industriell programvara med säte i Tyskland.
I februari 2023 fick Elisa ett bidrag på 3,9 miljoner euro från det finska arbets- och näringsministeriet för att utnyttja mobilbasstationernas reservkraft för elförsörjning. Målet är att bygga 150 MWh lagringskapacitet.

## Organisation

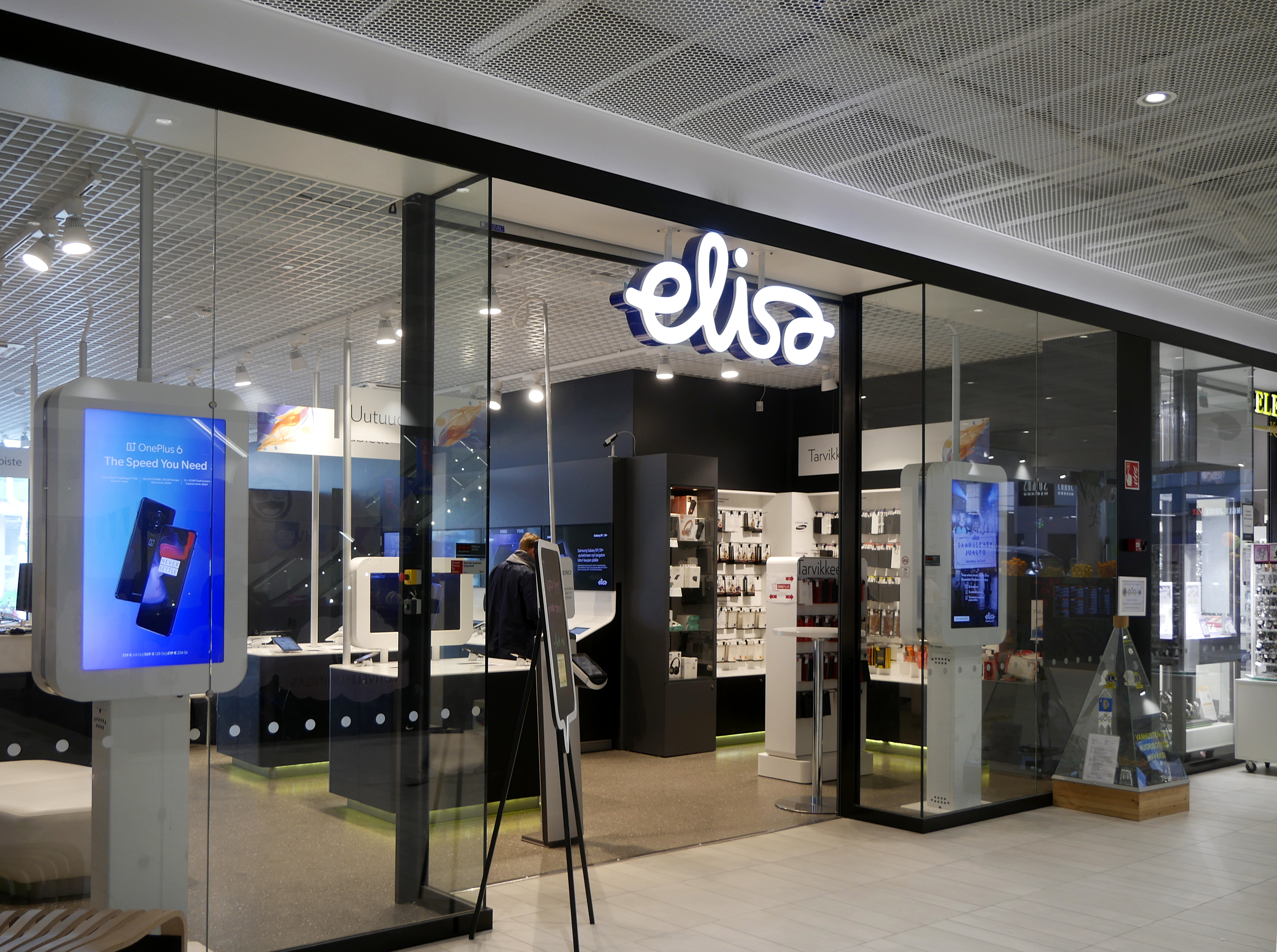
Elisa-affär i Uleåborg

Elisa betjänar både konsumenter och företag. Det har en riksomfattande verksamhet i Finland och även anställda i andra länder. Elisas verkställande direktör sedan 1 juli 2003 är Veli-Matti Mattila.
Största ägare (22 februari 2023) var det statliga förvaltningsföretaget Solidium med cirka 10 procent av aktiekapitalet, följt av Ilmarinen, Varma, Elo, Helsingfors stad och Statens Pensionsfond i Finland.
I februari 2023 var Elisas huvudsakliga dotterbolag följande: 
- Cardinality Ltd, Storbritannien
- camLine GmbH, Tyskland
- Elisa Eesti AS, Estland
- Elisa Santa Monica Oy, Finland
- Elisa Videra Oy, Finland
- Enia Oy, Finland
- Fenix Solutions Oy, Finland
- Fonum Oy, Finland
- FRINX s.r.o, Slovakien
- Kepit Systems Oy, Finland
- Polystar OSIX AB, Sverige
- TenForce NV, Belgien
- Watson Nordic Oy, Finland

## Utmärkelser
- Elisa har fått utmärkelsen Great Place to Work 2017, 2018 och 2019.[28]
- 2019 blev företaget den första finska teleoperatören som fick utmärkelsen Finskt kvalitetspris.[29]
- 2020 rangordnades Elisa som den tredje bästa telekommunikationsoperatören i världen i en enkät som utfördes av Boston Consulting Group. Mellan 2015 och 2019 stod företaget för den tredje högsta totala avkastningen till aktieägarna.[30]